# Us and Them (álbum)
Us and Them  es el segundo álbum de la banda de hard rock Shinedown. Fue publicado el 4 de octubre de 2005. Grabado en Jacksonville, Florida, y Sanford, Florida, el álbum tuvo tres sencillos, dos de los cuales, "Save Me" y "I Dare You, "fueron utilizados como temas para la WWE de pay-per-view eventos No Mercy 2005 y WrestleMania 22, respectivamente. Us & Them ha sido certificado Oro por la RIAA en los Estados Unidos. Us & Them es el último álbum de función guitarrista Jasin Todd y el bajista Brad Stewart.

## Lista de canciones
Todas las letras escritas por Brent Smith except where noted.
| N.º | Título              | Música                                       | Duración |  |
| 1.  | «The Dream»         | Smith                                        | 0:59     |  |
| 2.  | «Heroes»            | Tony Battaglia, Smith, Jasin Todd            | 3:24     |  |
| 3.  | «Save Me»           | Battaglia, Smith                             | 3:33     |  |
| 4.  | «I Dare You»        | Battaglia, Smith, Brad Stewart               | 3:54     |  |
| 5.  | «Yer Majesty»       | Battaglia, Smith, Barry Kerch, Todd, Stewart | 3:01     |  |
| 6.  | «Beyond the Sun»    | Battaglia, Smith, Stewart                    | 4:13     |  |
| 7.  | «Trade Yourself In» | Battaglia, Smith, Stewart                    | 3:32     |  |
| 8.  | «Lady So Divine»    | Battaglia, Smith, Stewart, Todd              | 7:09     |  |
| 9.  | «Shed Some Light»   | Smith                                        | 3:41     |  |
| 10. | «Begin Again»       | Battaglia, Smith, Todd                       | 3:49     |  |
| 11. | «Atmosphere»        | Battaglia, Smith, Todd, Stewart              | 4:16     |  |
| 12. | «Fake»              | John Shanks, Smith                           | 4:04     |  |
| 13. | «Some Day»          | Battaglia, Smith                             | 3:14     |  |

Deluxe Edition
| Deluxe edition bonus tracks1 |                                           |          |  |
| N.º                          | Título                                    | Duración |  |
| 14.                          | «Simple Man» (Live)                       | 9:14     |  |
| 15.                          | «Stranger Inside» (Live)                  | 4:16     |  |
| 16.                          | «Save Me» (Acoustic)                      | 3:22     |  |
| 17.                          | «I Dare You» (Acoustic)                   | 3:44     |  |
| 18.                          | «Some Day» (Acoustic)                     | 3:13     |  |
| 19.                          | «One» (Clear Channel Stripped) (U2 cover) | 4:28     |  |
| 20.                          | «I Dare You» (Clear Channel Stripped)     | 3:41     |  |
| 21.                          | «Save Me» (Pull Mix)                      | 4:19     |  |
| 22.                          | «Persistence» (Demo)                      | 3:40     |  |
| 23.                          | «Carried Away» (Demo)                     | 3:14     |  |
| 24.                          | «Atmosphere» (Demo)                       | 3:35     |  |
| 25.                          | «Fake» (Demo)                             | 5:05     |  |

## Posición
Álbum
| Chart positions | US sales | RIAA certification | International sales |
| US              | US sales | RIAA certification | International sales |
| --------------- | -------- | ------------------ | ------------------- |
| 23              | 500,000+ | Gold               | 800,000+            |

Singles
| Año  | Canción      | US | US Alt. | US Main. |
| ---- | ------------ | -- | ------- | -------- |
| 2005 | "Save Me"    | 72 | 2       | 1 (12)   |
| 2006 | "I Dare You" | 88 | 8       | 2        |
| 2006 | "Heroes"     | —  | 28      | 4        |

## Personal
- Brent Smith - voces
- Jasin Todd - guitarras
- Brad Stewart - guitarra baja
- Barry Kerch - tambores y percusión